# Paleontología en 1854
La paleontología es el estudio de las formas de vida prehistóricas en el planeta Tierra mediante el análisis de fósiles de plantas y animales. Esto incluye el estudio de fósiles corporales, huellas (icnitas), madrigueras, restos de restos, heces fosilizadas (coprolitos), palinomorfos y residuos químicos. Dado que los seres humanos han encontrado fósiles durante milenios, la paleontología tiene una larga historia, tanto antes como después de su formalización como ciencia. Este artículo registra descubrimientos y eventos significativos relacionados con la paleontología ocurridos o que hayan sido publicados en el naño 1854.

## Paleozoología de vertebrados
| Sinápsidos no mamíferos descritos en 1854 | Sinápsidos no mamíferos descritos en 1854 | Sinápsidos no mamíferos descritos en 1854 | Sinápsidos no mamíferos descritos en 1854 | Sinápsidos no mamíferos descritos en 1854 | Sinápsidos no mamíferos descritos en 1854 | Sinápsidos no mamíferos descritos en 1854 | Sinápsidos no mamíferos descritos en 1854 | Sinápsidos no mamíferos descritos en 1854 |
| Nombre                                    | Estado                                    | Autores                                   | Edad                                      | Unidad                                    | Ubicación                                 | Notas                                     | Imágenes                                  |                                           |
| ----------------------------------------- | ----------------------------------------- | ----------------------------------------- | ----------------------------------------- | ----------------------------------------- | ----------------------------------------- | ----------------------------------------- | ----------------------------------------- | ----------------------------------------- |
| Batignato                                 | Válido                                    | José Leidy                                | Pérmico temprano                          | Unidad sin nombre                         | Canadá                                    | Un pelicosaurio esfenacodóntido .         |                                           |                                           |

| Deirosaurio | sinónimo de Junior | Owen | Triásico Tardío | Italia | Sinónimo junior de Lariosaurus . |

| Prehistoric dinosaurs described in 1854 | Prehistoric dinosaurs described in 1854 | Prehistoric dinosaurs described in 1854 | Prehistoric dinosaurs described in 1854 | Prehistoric dinosaurs described in 1854       | Prehistoric dinosaurs described in 1854 | Prehistoric dinosaurs described in 1854                        | Prehistoric dinosaurs described in 1854             | Prehistoric dinosaurs described in 1854 |
| Nombre                                  | Estado                                  | Autor(es)                               | Autor(es)                               | Edad                                          | Unidad                                  | Unicación                                                      | Notas                                               | Imágenes                                |
| --------------------------------------- | --------------------------------------- | --------------------------------------- | --------------------------------------- | --------------------------------------------- | --------------------------------------- | -------------------------------------------------------------- | --------------------------------------------------- | --------------------------------------- |
| Leptospondylus                          | Sinónimo Junior.                        | Richard Owen                            |                                         | Jurásico Inferior (Hettangiense-Sinemuriense) | Upper Elliot Formation                  | Bandera de Sudáfrica                                           | Sinónimo subjetivo junior de Massospondylus.        |                                         |
| Massospondylus                          | Válido                                  | Sir Richard Owen                        |                                         | Jurásico Inferior (Hettangiense-Sinemuriense) | Formación Elliot superior               | Bandera de Lesoto · Bandera de Sudáfrica · Bandera de Zimbabue | Un masospondílido. HerbívoroSauropodomorfo pequeño. |                                         |
| Nuthetes                                | Válido                                  | Sir Richard Owen                        |                                         | Cretácico Inferior (Berriasiano)              | Grupo Purbeck                           | Bandera de Inglaterra · Bandera de Francia                     | Dromeosáurido.                                      |                                         |
| Pachyspondylus                          | Sinónimo Junior.                        | Sir Richard Owen                        |                                         | Jurásico Inferior (Hettangiense-Sinemuriense) | Formación Elliot superior               | Bandera de Sudáfrica                                           | Sinónimo subjetivo junior de Massospondylus.        |                                         |

## Literatura
- Se publicó El espíritu fósil: el sueño de un niño sobre geología, de John Mill. La historia presenta a un faquir del Indostán que le cuenta a un grupo de niños sobre sus vidas pasadas como criaturas prehistóricas a través del tiempo geológico. Una de esas vidas fue la de un Iguanodon que fue atacado por un Megalosaurus . Aparte de esta escena de lucha, el paleontólogo William AS Sarjeant ha desestimado el libro como un "texto singularmente ampuloso y muy didáctico".